# Планинарски дом Црвени Чот
Планинарски дом Црвени Чот се налази на Фрушкој гори, на Поповици (Сремска Каменица), поред дома Медицинар.
До њега се може доћи градским превозом Нови Сад—Поповица (бр.74), са претпоследње станице аутобуса. Домом управља ПСД „Црвени Чот” из Петроварадина. Дом се тренутно адаптира, док је велика трпезарија у функцији.
Прекопута дома је ливада на којој је стартно место Фрушкогорског маратона.